# Liesbet Sommen
Liesbet Sommen, née le 13 avril 1984 à Turnhout, est une femme politique belge. Depuis juillet 2024, elle est députée européenne du CD&V (démocrates chrétiens flamands) au sein du groupe du Parti populaire européen.

## Biographie
Liesbet Sommen, née le 13 avril 1984 à Turnhout, est la fille d'Ad Sommens et de May Vorsselmans. Elle a grandi à Merksplas dans un milieu familial traditionnellement social-chrétien. Son grand-père et son père ont été actifs au niveau local au sein du CVP puis du CD&V. Depuis 2016, elle est mariée et deux enfants sont nés de cette union, s'ajoutant aux trois enfants nés d'une précédente union.
Elle a suivi les cours de la Vrije Basisschool de Merksplas où sa mère est enseignante. Elle a obtenu en 2006 un diplôme de maîtrise en sciences politiques à la Katholieke Universiteit Leuven (KULeuven). De 2008 à 2009, elle est secrétaire syndicale à la Confédération des syndicats chrétiens (CSC-ACV) Services publics et, de 2009 à 2010, collaboratrice du groupe CD&V au Sénat où elle a suivi les dossiers relatifs aux affaires sociales, au marché du travail, à la lutte contre la pauvreté, aux pensions, à la politique familiale, aux personnes handicapées et à l'égalité des chances. De 2010 à 2011, elle a suivi ces questions pour son parti comme collaboratrice dans le groupe CD&V à la Chambre des représentants.
En 2011, elle est conseillère au cabinet des vice-Premiers ministres Steven Vanackere en Pieter De Crem. Par la suite, Sommen est de 2014 à 2018 directrice de la Cellule affaires sociales au cabinet du vice-Premier ministre Kris Peeters. En 2018, elle rejoint la Mutualité chrétienne jusqu'en 2021 comme directrice du personnel et de 2021 à 2023 comme directrice politique.
De 2023 à 2024, Liesbet Sommen est porte-parole et coordinatrice de Samen voor Slim Statiegeld, un projet de Fevia (Fédération des entreprises alimentaires belges), Comeos (Fédération belge du commerce et des services) et Fost Plus, société de traitement des déchets. Depuis 2023, Sommen est aussi ambassadrice de l'ASBL KlimaatContact.
En juin 2024, elle est élue députée au Parlement européen sur la liste CD&V. Elle est membre du groupe politique du Parti populaire européen (Chrétiens-démocrates). Au Parlement européen, elle fait partie de la Commission de l'emploi et des affaires sociales, de la Délégation pour la coopération septentrionale et pour les relations avec la Suisse et la Norvège, de la Commission parlementaire mixte UE-Islande et de la Commission parlementaire mixte de l'Espace économique européen (EEE), de la Délégation pour les relations avec la Biélorussie et de la Délégation à l'Assemblée parlementaire Euronest.